# Gattnau

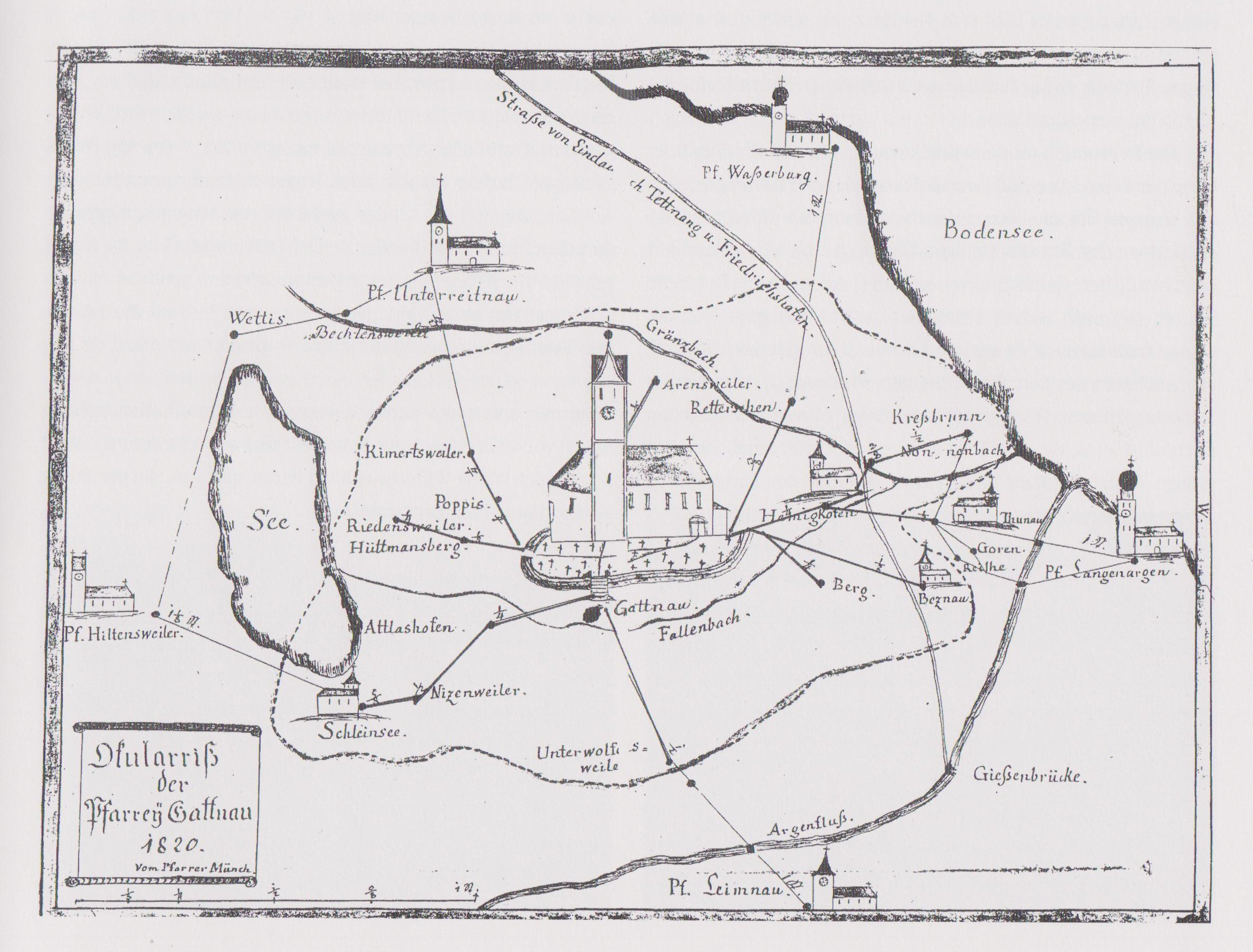
Okularriss der Pfarrei Gattnau und der Kirchwege (1820)

Gattnau ist ein Ortsteil der Gemeinde Kressbronn am Bodensee im baden-württembergischen Bodenseekreis in Deutschland. Die Benennung Gattnau wird von Gottes-Au hergeleitet.

## Lage
Der Ortsteil Gattnau liegt rund anderthalb Kilometer nordöstlich der Kressbronner Ortsmitte zwischen den anderen Ortsteilen Gottmannsbühl, Döllen, Poppis, Arensweiler und Hüttmannsberg.

## Geschichte
Gattnau, 1412 Gattnow, später häufig Gattnang, kam 1405 zusammen mit der Herrschaft Gießen an das Lindauer Spital, das Niedergericht verblieb jedoch bei den Grafen von Montfort. 1806 kam Gattnau – wie die gesamte Gegend – zum Königreich Bayern, 1810 mit dem Oberamt Tettnang zum Königreich Württemberg.
Von der einstigen Bedeutung Gattnaus als großer Pfarrsprengel zeugt noch heute der Bereich mit Pfarrhaus (1789), ehemaligem Kaplaneihaus (1836) und den Schulhäusern (1882 bzw. 1913) um die bereits im 15. Jahrhundert erwähnte katholische Pfarrkirche.

## Verkehr
Die durch Gattnau verlaufende Kreisstraße 7705 verbindet Kressbronn über Gattnau und Poppis mit den im Landkreis Lindau liegenden Bechtersweiler und Unterreitnau.
- → Hauptartikel: Liste der Straßen in Kressbronn am Bodensee

Gattnau ist über die Linie 235 (Kressbronn-Hiltensweiler-Kressbronn) des Bodensee-Oberschwaben Verkehrsverbunds (bodo) in das öffentliche Nahverkehrsnetz eingebunden.

### Wanderwege
Durch Gattnau verläuft unter anderem der östliche, von Brochenzell über Tettnang und Gießenbrücke führende Zweig des Oberschwäbischen Jakobswegs, dessen Ziel die St. Jakobus-Kapelle im bayerischen Nonnenhorn ist.
← Vorhergehender Ort: Hüttmannsberg | Gattnau | Nächster Ort: Arensweiler →

Ulmer Münster |
Ulm |
Grimmelfingen |
Einsingen |
Erbach |
Donaurieden |
Oberdischingen |
Ersingen |
Rißtissen |
Untersulmetingen |
Obersulmetingen |
Schemmerberg |
Äpfingen |
Laupertshausen |
Mettenberg |
Biberach an der Riß |
Reute |
Grodt |
Muttensweiler |
Steinhausen |
Wallfahrtskirche Steinhausen |
Winterstettenstadt |
Bad Waldsee |
Bergatreute |
Weingarten |
Ravensburg |
Brochenzell
Östliche Route:
Meckenbeuren |
Tettnang |
Gießenbrücke |
Heiligenhof |
Atlashofen |
Hüttmannsberg |
Gattnau |
Arensweiler |
Selmnau |
Hattnau |
Nonnenhorn
Westliche Route:
Rammetshofen |
Unterteuringen |
Hepbach |
Leimbach |
Möggenweiler |
Markdorf |
Meersburg |
Bodensee |
Staad |
Konstanz |
Konstanzer Münster

## Sehenswürdigkeiten
In Gattnau stehen neben den fünf oben genannten Gebäuden ein „Wohnhaus einer Hofanlage“ (St.-Gallus-Straße 29; erste Hälfte des 18. Jahrhunderts), das Kriegerdenkmal bei der Kirche, ein Wegkreuz, ein Bauernhaus (Wäschbachweg 15; 1824) und die im folgenden Abschnitt beschriebene Kirche unter Denkmalschutz.

### PfarrkircheSt. Gallus

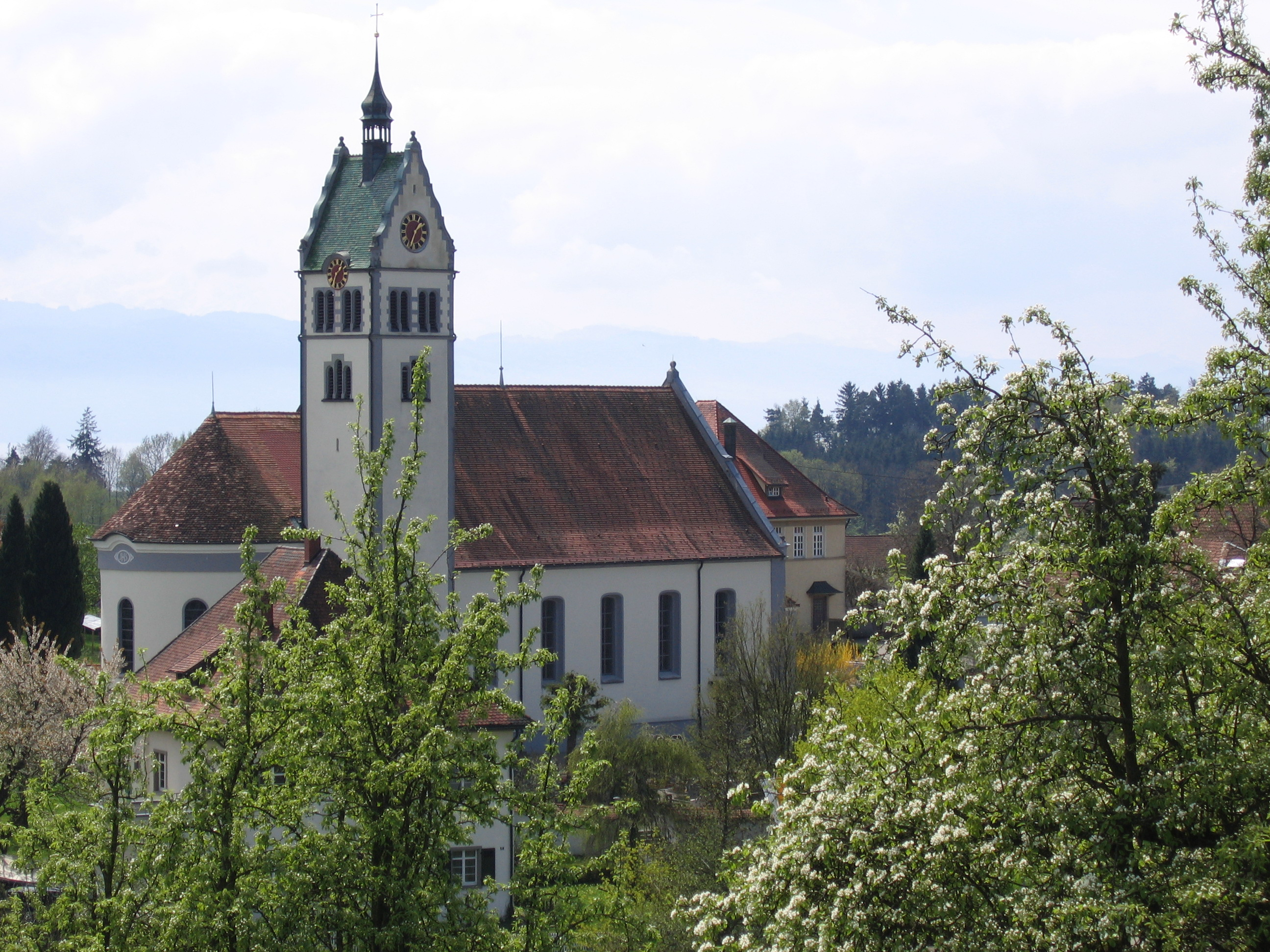
St. Gallus-Kirche

Die Kirche wurde 1788 erbaut und besteht in der heutigen Form seit 1792. Die Existenz einer Kirche in Gattnau ist schon 1412 belegt. Der Kreuzweg sowie die Bleiglasfenster der heutigen Kirche wurden 1963 vom Vorarlberger Künstler und Restaurator Konrad Honold gestaltet.

#### Geschichte der Pfarrkirche
Die wahrscheinlich aus dem 15. Jahrhundert stammende, sehr baufällige Kirche in Gattnau sollte auf Antrag des Oberamts Tettnang durch einen Neubau in Hemigkofen ersetzt werden. Dieser Antrag wird im Januar 1787 durch ein Schreiben der vorderösterreichischen Regierung an das Oberamt abgelehnt. Stattdessen sollte in Gattnau ein Kirchenneubau geplant werden. Nach Einreichung der Pläne durch Baumeister Johann Baptist Thumb und Prüfung der verschiedenen Vorschläge erteilte die vorderösterreichische Regierung die Genehmigung bzw. den Auftrag zum Neubau der Kirche:
„Das kaiserlich-königliche Oberamt wird auf dessen unterm 13ten und Empfang 16ten September anher gemachten Antrage angewiesen, die an der Kirchen, und an Pfarrhof zu Gattnau vorzunehmen nötige Reparazion nach jenem von dem zwey Sublit: A et B. unterm 8ten Junius zu geschickten Baurissen zu veranstalten, welchen die kaiserlich-königliche vorderösterreichische Kammeralbuchhaltung mittelst des dem kaiserlich-königlichen Oberamt daselbst sub codem angeschlossenen Berichts, und Bauüberschlags subligno D. für den besseren befunden, und in die Ausführung zu bringen angetragen hat.“
Freiburg, den 20 September 1787
Am 10. März 1788 erfolgte die Grundsteinlegung, die Baufertigstellung mit Friedhofsmauer, Pfarr- und Messnerhaus wurde dem Oberamt Tettnang am Nikolaustag des Jahres 1791 gemeldet. Der 1737 in Kressbronn geborene Andreas Brugger, einer der bedeutendsten Maler des Rokoko und Klassizismus in Süddeutschland, erhielt im Sommer 1790 den Auftrag für die Ausmalung der Kirche.
Nach rund fünfjähriger Bauzeit wurde die neue St.-Gallus-Kirche am Tag des Heilgen Gebhard im Jahr 1793 vom Konstanzer Bischof Maximilian Christoph von Rodt eingeweiht.
Die Erneuerung des Kirchturms wurde aus Kostengründen erst 1804 fertiggestellt.
Pfarrer und Pfarrverweser in Gattnau
| Amtszeit      | Name                                                | Bild | geboren | gestorben | Anmerkungen zur Amtszeit |
| ------------- | --------------------------------------------------- | ---- | ------- | --------- | --- |
| 1437 bis .... | Johann Holzhuser                                    |      |         |           | Holzhuser war zuvor Pfarrverweser |
| .... bis 1639 | Gabriel Ummenhofer                                  |      |         |           | Seit 1639 werden die Kirchenbücher geschrieben |
| 1639 bis 1646 | Georg Barger                                        |      |         |           | |
| 1647 bis 1683 | Johann Georg Reisch                                 |      |         |           | 1678: erste Fronleichnamsprozession nach dem Dreißigjährigen Krieg                                                                                   |
| 1684 bis 1699 | Christoph Nueber                                    |      |         |           | |
| 1699 bis 1706 | Johann Ambros Heitinger                             |      |         |           | |
| 1706 bis 1717 | Franz Dominikus Binder                              |      |         |           | 1709: Neubau des Pfarrhauses; 1714: Graf von Montfort stiftet die Kaplanei                                                                           |
| 1717 bis 1726 | Franz Anton Bodler                                  |      |         |           | |
| 1726 bis 1734 | Josef Stor                                          |      |         |           | |
| 1734 bis 1758 | Franz Josef von Schlichtig                          |      |         |           | |
| 1759 bis 1789 | Jakob Anton Geiger                                  |      |         |           | Letzter Gottesdienst in der alten Kirche am 30. September 1787. Grundsteinlegung zum Kirchenneubau am 10. März 1788                                  |
| 1789 bis 1800 | Alfons Satzger                                      |      |         |           | 1793: Einweihung der neuen Kirche |
| 1800 bis 1805 | Franz Xaver Dallmann                                |      |         |           | |
| 1805 bis 1827 | Matthäus Cornelius Münch                            |      |         |           | Gattnau kommt 1805 zum Königreich Bayern, 1810 zum Königreich Württemberg; 1821 wird das auch nun für Gattnau zuständige Bistum Rottenburg gegründet |
| 1827 bis 1831 | Forthuber, Werner, Johann Andreas Goetz, Weis (Pfv) |      |         |           | |
| 1831 bis 1835 | Minderer                                            |      |         |           | |
| 1835 bis 1851 | Joh. Winter, Bachner, Ness (Pfv)                    |      |         |           | 1836: Neubau des Kaplaneihauses |
| 1851 bis 1870 | Johann Baptist Hafen                                |      |         |           | 1857: die erste Pfarrbücherei entsteht; in Schleinsee wird ein kleines Kloster gegründet                                                             |
| 1870 bis 1871 | Cornelius Thoma, Ulmer (Pfv)                        |      |         |           | |
| 1872 bis 1882 | Simon Göser                                         |      |         |           | der Kirchturm erhält eine neue Uhr |
| 1883 bis 1899 | Straubenmüller                                      |      |         |           | in den Jahren 1883 bis 1885 werden das Schulhaus und das Messnerhaus neu gebaut                                                                      |
| 1899 bis 1901 | Isidor Dettinger (Pfv)                              |      |         |           | |
| 1901 bis 1915 | Johann Schurer                                      |      |         |           | |
| 1915 bis 1918 | Wilhelm Betz (Pfv)                                  |      |         |           | |
| 1917 bis 1926 | Johannes Rittelmann                                 |      |         |           | |
| 1926 bis 1956 | Karl Füchter                                        |      |         |           | 17. Februar 1942: Beschlagnahmung von drei Glocken 1956: Ende der Einheit von Pfarrei und politischer Gemeinde                                       |
| 1956 bis 1961 | Georg Baur                                          |      |         |           | |
| 1961 bis 1974 | Henry Gressel                                       |      |         |           | |
| 1974 bis 1994 | Don Antonio Calderon                                |      |         |           | 1991/92: umfangreiche Renovierung der gesamten Kirche                                                                                                |
| 1994 bis 2009 | Sigbert Baumann                                     |      | 1942    |           | |
| 2009 bis 2015 | Joachim Haas                                        |      |         |           | |